# Coniogramme emeiensis
Coniogramme emeiensis är en kantbräkenväxtart som beskrevs av Ren-Chang Ching och K. H. Shing. Coniogramme emeiensis ingår i släktet Coniogramme och familjen Pteridaceae. Inga underarter finns listade.

## Bildgalleri

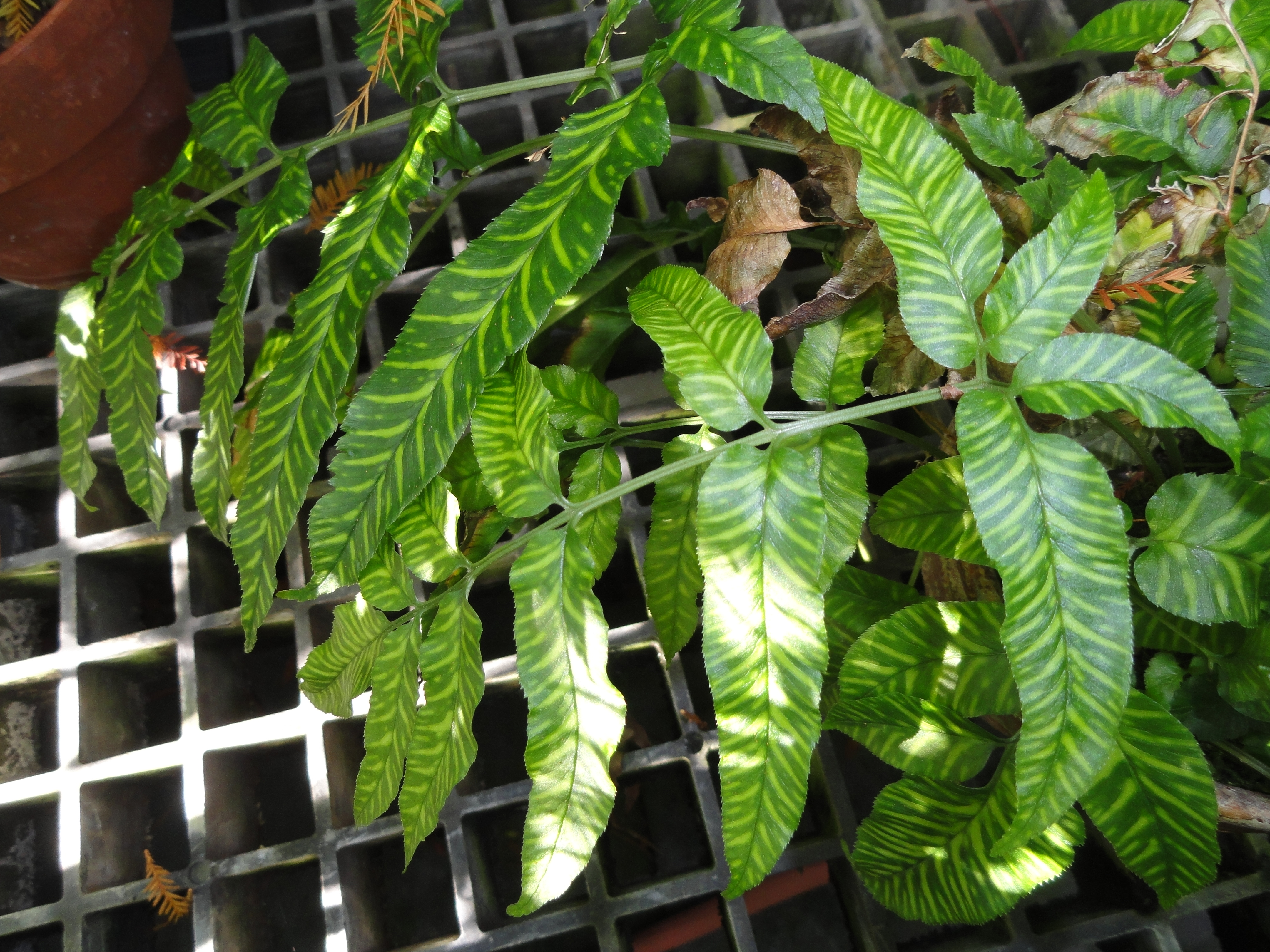
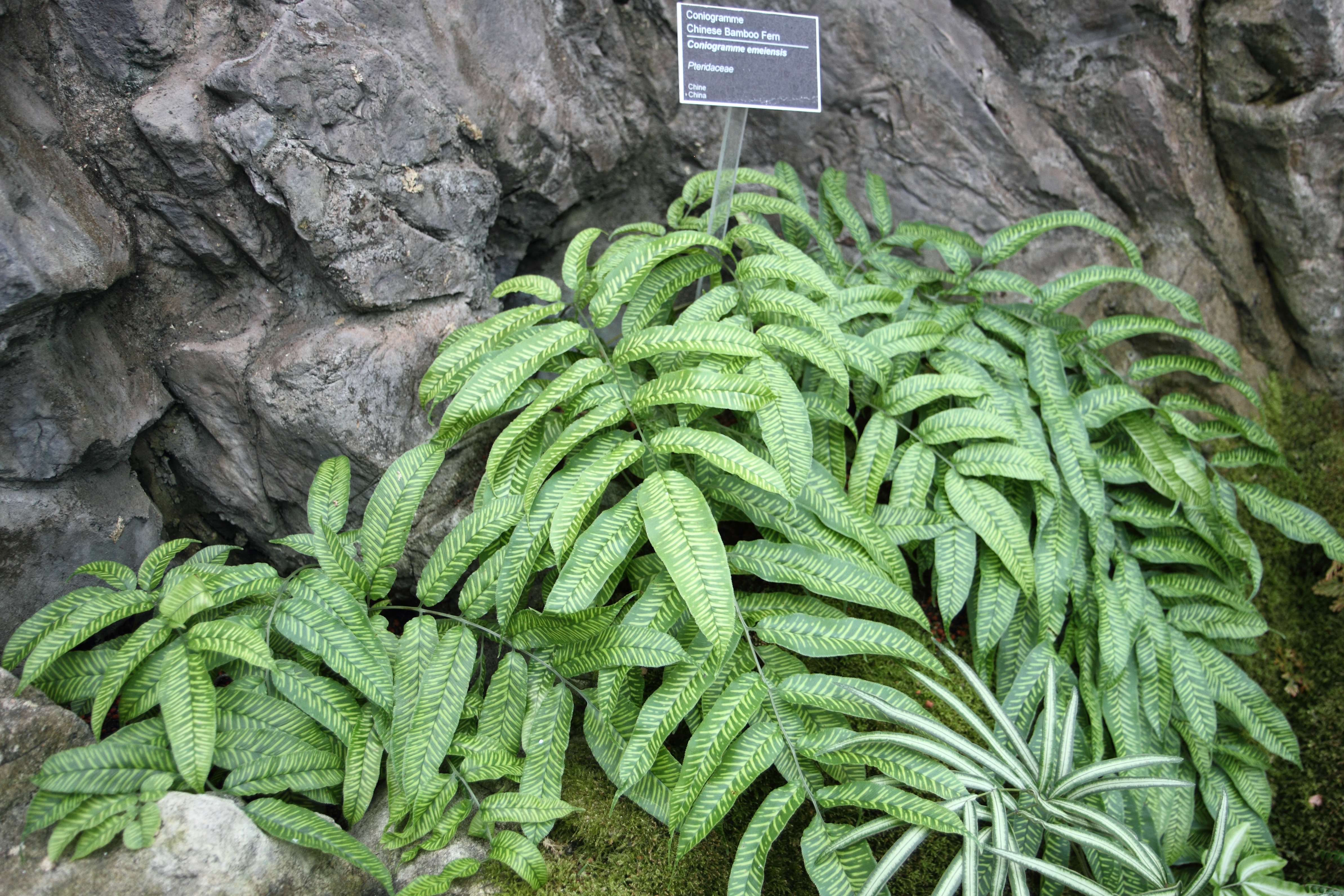
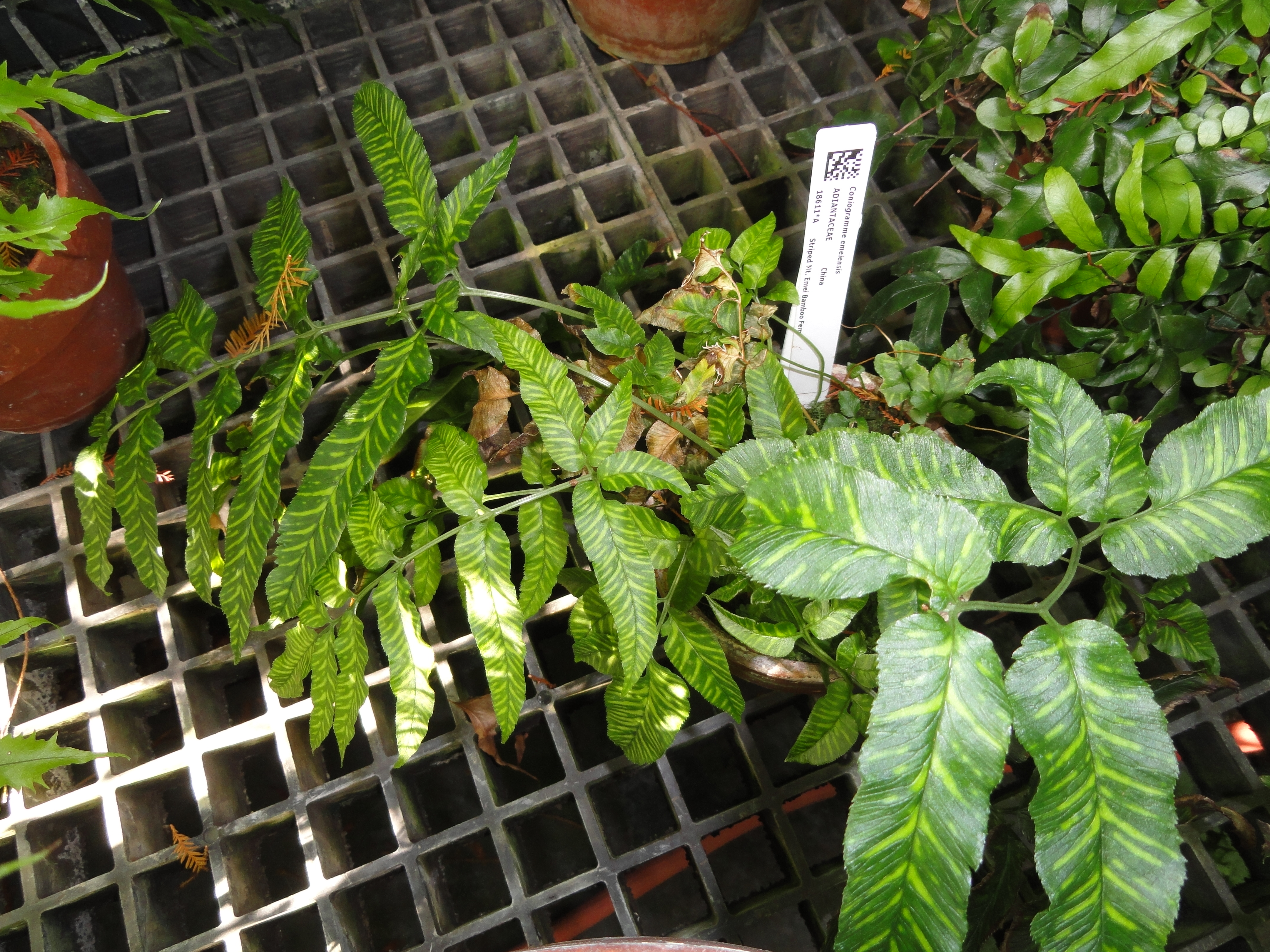